# Sinincay
Sinincay är en ort i Ecuador.   Den ligger i provinsen Azuay, i den södra delen av landet, 300 km söder om huvudstaden Quito. Sinincay ligger 2 688 meter över havet och antalet invånare är 12 650.
Terrängen runt Sinincay är kuperad åt sydost, men åt nordväst är den bergig. Runt Sinincay är det ganska tätbefolkat, med 248 invånare per kvadratkilometer. Närmaste större samhälle är Cuenca, 5,5 km söder om Sinincay. Omgivningarna runt Sinincay är en mosaik av jordbruksmark och naturlig växtlighet.